# Середня освіта
Сере́дня осві́та — система середніх шкіл, навчально-виховних закладів для молоді, що закінчила початкову школу, яка дає або загальну, або професійну (спеціальну) освіту та право продовжувати навчання у вищих школах.
Загальна середня освіта — цілеспрямований процес засвоєння систематизованими знаннями про природу, людину, суспільство, культуру та виробництво засобами пізнавальної й практичної діяльності, результатом якого є інтелектуальний, соціальний і моральний, фізичний розвиток особистості, що є основою для подальшої освіти та трудової діяльності.

## Рівні загальної середньої освіти
Повна загальна середня освіта має три рівні освіти:
- початкова освіта тривалістю чотири роки;
- базова середня освіта тривалістю п'ять років;
- профільна середня освіта тривалістю три роки.

### Напрями профільної середньої освіти
Здобуття профільної середньої освіти передбачає два спрямування:
- академічне — профільне навчання на основі поєднання змісту освіти, визначеного стандартом профільної середньої освіти, і поглибленого вивчення окремих предметів з урахуванням здібностей та освітніх потреб здобувачів освіти з орієнтацією на продовження навчання на вищих рівнях освіти;
- професійне — орієнтоване на ринок праці профільне навчання на основі поєднання змісту освіти, визначеного стандартом профільної середньої освіти, та професійно орієнтованого підходу до навчання з урахуванням здібностей і потреб учнів[2].

## Диференціація середнього шкільництва
В Україні до XVIII століття не було виразної різниці між нижчими, середніми і високими школами; також не було поділу поміж загальноосвітніми та спеціальними. До типу середнього шкільництва наближалися братські школи, колегії та школи єзуїтів, василіян, піярів. З кінця XVIII ст. основним типом загальноосвітніх шкіл були гімназії. Паралельно існували реальні училища та реальні гімназії.
Закритими виховно-навчальними закладами в кінці XVIII — у першій половині XIX століття були пансіони. Середнє шкільництво для дівчат включало гімназії, ліцеї, єпархіальні училища й інститути благородних дівчат (див. жіноча освіта). Неповними загальноосвітніми школами вважалися прогімназії; православні духовні семінарії в основному були також загальноосвітні.
З різних типів професійних середніх шкіл на Центральних і Східних Землях найбільш були поширені комерційні, мистецькі й духовні; на Західній Україні — педагогічні (докладніше дивись професійна освіта). Мовою навчання на українських землях в Російській Імперії була лише російська; у Галичині й на Буковині — переважно українська, на Закарпатті — угорська.
За роки української державності проведено часткову українізацію середнього шкільництва, зокрема гімназій, — натомість воєнні події перешкодили здійснити проєкт про 12-річну «єдину трудову школу», у якій 9—12, класи (колегія) мали завершувати загальну середню освіту.

## 12-річна середня освіта
Подовження терміну середньої освіти з 10 до 12 років пов'язується з «Новим курсом»[джерело?] Ф. Рузвельта. Причиною такого подовження було запобігання виходу на ринок праці випускників середніх шкіл, що мало знизити рівень безробіття в економіці. З цією ж метою адміністрація Ф. Рузвельта запровадила «молодіжну політику», в рамках якої для молоді вигадувалися заняття («трудові табори»), які б відволікали молодь від пошуку зайнятості.

## Середня освіта в СРСР

### Середня освіта в УРСР
За радянської влади середнє шкільництво зазнало корінних змін. Система так званої єдиної трудової школи, як складової частини соціалістичного виховання (вироблена для УРСР Г. Гриньком і доповнена в 1921 році Я. Ряппом), усувала межі між середніми і високими школами та поміж загальноосвітніми та професійними школами. До середньої загальноосвітньої школи можна зарахувати 5 — 7 класи семирічної школи. Їх випускники могли продовжувати навчання у різного типу професійних школах і технікумах), а по закінченні їх (або робітничих факультетів) могли вступити до високих шкіл. 1930 року введено повну уніфікацію: Середнє шкільництво в УРСР з РСФСР. 1932 р. створено основний тип повної загальноосвітньої школи: середнє шкільництво — десятирічну школу. Як неповна загальноосвітня школа залишилось середнє шкільництво — далі семирічна школа, яку в 1958 р. замінила восьмирічна школа (див. Доповнення). Під час війни створено загальноосвітні вечірні (змінні) середні школи робітничої молоді (з 1943 р.) і школи сільської молоді (з 1944 р.) З 1956 р. організовано школи-інтернати. За «Законом про зміцнення зв'язку школи з життям і про подальший розвиток народної освіти в СРСР» (1958 р.), замість десятирічної школи, створено одинадцятирічну школу — середнє шкільництво з виробничим навчанням (дивись середня загальноосвітня школа). Кількість середніх шкіл, як загальноосвітніх, так і фахових (див. Середня спеціальна освіта), та кількість учнів у них постійно зростає при одночасному зменшенні початкових та середніх неповних шкіл. Це — наслідок тенденцій радянської влади: дати середню повну освіту якомога більшій кількості молоді. Ці зміни видно з таблиці, у якій подана кількість шкіл в УРСР (а) і учнів у тис. (б) за різні роки[джерело не вказане 2262 дні].
| Навчальний рік | К-сть неповних середніх ЗОШ | Тисяч учнів | К-сть середніх ЗОШ | Тисяч учнів | К-сть спеціальних шкіл | Тисяч учнів |
| -------------- | --------------------------- | ----------- | ------------------ | ----------- | ---------------------- | ----------- |
| 1914—1915      | 386                         | 46          | 480                | 150         | 88                     | 13          |
| 1927—1928      | 2420                        | 50          | 28                 | 186         | 158                    | 31          |
| 1940—1941      | 10 957                      | 2846        | 4435               | 2592        | 693                    | 196         |
| 1945—1946      | 8467                        | 2176        | 2321               | 1268        | 532                    | 168         |
| 1950—1951      | 12 951                      | 3716        | 3223               | 2127        | 584                    | 228         |
| 1960—1961      | 11 303                      | 2242        | 6590               | 3373        | 595                    | 398         |
| 1970—1971      | 11 206                      | 2272        | 7279               | 4676        | 760                    | 798         |
| 1973—1974      | 10 790                      | 2263        | 7612               | 4851        | 732                    | 781         |

Середнє шкільництво в УРСР не має жодної різниці порівняно з усім СРСР; основні питання організації народної освіти у всьому СРСР визначав закон від 19.07.1973 «Основи законодавства СРСР і союзних республік про народну освіту». Щораз більше середнє шкільництво в УРСР переходить на рос. мову навчання, зокрема у містах й у фахових школах (більшість). Також у школах з українською мовою навчання непомірно багато годин присвячено рос. мові (див. Русифікація).
У 1920 — 1930-х pp. основою середньої загальноосвітньої школи на укр. землях під Польщею була гімназія. У 1930-х pp. також діяв ліцей. Фахові середні школи були нечисленні. Мова шкіл для українців — переважно українська, на Буковині — румунська, на Закарпатті — українська.

## Середня освіта в незалежній Україні
За роки незалежності кількість ліцеїв, гімназій, колегіумів зросла з 209 у 1991 році до 930 у 2006 році, а кількість учнів у них зросла у шість разів і склала 486 тисяч осіб.
На кінець 2005—2006 навчального року у 20,5 тисяч загальноосвітніх навчальних закладах навчалися 5,2 млн учнів.
У сільській місцевості функціонувало 14,2 тисячі шкіл (68,9 відсотка шкіл держави), де навчалися 1,8 млн учнів (34,8 відсотка їхньої загальної кількості).
1 вересня 2006 року розпочали роботу понад 20,5 тисяч загальноосвітніх навчальних закладів, у тому числі 13,8 тис. — у сільській місцевості, до яких прийшли майже 5,06 млн учнів (на 140 тис. менше, ніж у 2005 р.), у тому числі 1,7 млн — у сільських навчальних закладах (на 100 тис. менше, ніж у 2005 році).
| Показники заповнюваності класів за областями | Показники заповнюваності класів за областями | Показники заповнюваності класів за областями |
| Область                                      | Шкіл                                         | Заповнюваність, %                            |
| -------------------------------------------- | -------------------------------------------- | -------------------------------------------- |
| Херсонська область                           | 57                                           | 14,3                                         |
| Чернівецька область                          | 80                                           | 13,5[джерело?]                               |
| Сумська область                              | 53                                           | 11,2                                         |

На 2007 рік нараховувалось згідно з МОН України до 20 000 шкіл. У 843 навчальних закладах (5,9 % від загальної кількості шкіл на селі) наповнюваність становить менше ніж 20 % проєктної потужності. Найскладніша ситуація спостерігається у Херсонській (57 шкіл — 14,3 %), Чернігівській (80 шкіл — 13,5 %) та Сумській (53 школи — 11,2 %) областях.
У 3568 загальноосвітніх навчальних закладах (25,1 %) наповнюваність становить менше ніж 40 відсотків проєктної потужності. Тобто на 2007 рік кожна четверта загальноосвітня школа на селі була заповнена менш ніж наполовину.

## Середнє шкільництво в еміграції
В еміграції у 1920 — 1930-х роках існували українські гімназії у Каліші (Польща) і Празі (гімназія з цього міста була перенесена у 1927 році до Ржевніц, а у 1937 році — до Мадржан). У 1945 — 1950-х роках діяли різного роду середні школи в українських таборах переміщених осіб у Німеччині й Австрії. Дотепер єдиною Середньою школою в еміграції з українською мовою навчання є папська Мала семінарія у Римі. Українську мову також вивчають в українських приватних середніх школах у США, Канаді та Бразилії.